# El Ral (Malla)
Real és una masia de Malla (Osona) inclosa a l'Inventari del Patrimoni Arquitectònic de Catalunya.

## Descripció
Es tracta d'un edifici civil, és una masia d'estructura un xic complexa. Presenta un cos rectangular cobert a dos vessants, amb el carener perpendicular a la façana, orientada a migdia. A la part dreta s'hi adossa un altre cos també cobert a dos vessants i amb un portal rectangular adossat al cos de l'edificació i correspon a una antiga capella, avui convertida en una altra dependència de la casa. A la part esquerra de la façana sobresurt un cos cobert a dos vessants, l'esquerre més prolongat que el dret i seguint la mateixa estructura del cos principal.
La casa ha estat arrebossada recentment sense respectar les llindes antigues, de manera que moltes han quedat tapades. Només se'n veuen al portal de pedra.

## Història
Aquesta antiga casa pairal mereix interès, malgrat les desgraciades reformes, perquè fou la casa natal de la família de retaulers establerts a Vic al segle xvii coneguts per Real. Els descendents, cognominats Gros i procedents del mas Gros de Calders, continuaren la tradició familiar. Aquesta successió es produí en casar-se la pubilla Marianna Real amb Josep Gros a finals del segle xviii. L'últim escultor de la família fou Josep Gros i Bancells, que morí l'any 1913.